# Éléonore de Castille (reine de Navarre)
Pour les articles homonymes, voir Éléonore de Castille.
Éléonore de Castille, également connue sous le nom d'Éléonore de Trastamare (1362 † Pampelune, 1415), est la fille d'Henri II, roi de Castille, et de Jeanne Manuel de Villena. Infante de Castille, elle fut ensuite reine consort de Navarre à partir de 1403.

## Biographie
Nous ne disposons d'aucun élément sur l'enfance d'Éléonore, qui ne fait son apparition dans l'Histoire qu'à l'âge de neuf ans.
En 1371, à la paix d'Alcoutim entre la Castille et le Portugal, soutenue par le pape Grégoire XI, il est établi que le roi Ferdinand Ier de Portugal non seulement renoncerait au royaume de Castille mais qu'il épouserait Éléonore. Or, Ferdinand, à l'époque, est follement épris d'Éléonore Telles de Menezes, épouse d'un noble de sa cour, João Lourenço de Cunha, avec laquelle il a entamé une relation. Ferdinand réussit en 1372 à faire annuler le mariage de sa maîtresse et l'épousa dans la foulée, le 15 mai. Ce premier projet d'union échoua donc mais dès 1373, après avoir imposé la paix de Briones, Henri II, soucieux d'harmoniser les rapports avec le royaume de Navarre, promet Éléonore en mariage à l'héritier du trône, Charles le Noble, fils aîné de Charles II Le Mauvais et Jeanne de France, fille de Jean II Le Bon et de sa première femme Bonne de Luxembourg. Le mariage est célébré en 1375.
À la mort de son père en 1379, la jeune princesse hérite d'un important domaine entre Roa et Sepulveda.
Le couple qu'elle forme avec Charles III ne s'entend pas et Éléonore demande qu'une rencontre soit organisée entre son mari et son frère, Jean Ier de Castille, pour lui permettre de se retirer quelque temps dans sa patrie de Castille, officiellement pour se remettre d'une maladie que le climat castillan devait améliorer. Elle part donc en février 1388 avec ses plus jeunes filles et une fois installée à Valladolid, met au monde deux autres filles entre 1388 et 1390. En 1392, Charles III lui demande de revenir car il devait être couronné roi et avait besoin de sa reine. Le roi Jean Ier soutient la demande de son beau-frère mais Éléonore refuse d'y accéder, alléguant de mauvais traitements en Navarre et la crainte que des nobles navarrais ne souhaitent l'empoisonner. Elle reste donc en Castille, tandis que Charles III est couronné à Pampelune en février 1390. À la fin des années 1390, Éléonore a mis au monde six filles, toutes en vie, mais aucun fils : elle décide donc de rendre l'aînée, Jeanne, à son père, afin que celle-ci reçoive l'éducation d'une héritière au trône.  
Le 9 octobre 1390, Jean Ier meurt et son fils mineur, Henri, lui succède. Charles III demande à nouveau le retour d'Éléonore en Navarre mais elle refuse encore et entreprend de s'opposer à la succession de son neveu, formant la Ligue de Lillo avec son demi-frère, Fadrique duc de Benavente et leur cousin Pierre Fadriquez comte de Trastamare. Arrivé à la majorité, Henri III l'assiège à la mi-1394 dans le château de Roa, où elle a réuni un parti puissant, la force à se rendre et la renvoie à son époux en février 1395. 
Charles III la reçoit avec bonté et la relation entre les époux s'améliore considérablement : elle lui donne les fils tant attendus, Charles et Louis, mais ceux-ci meurent jeunes. Le 3 juin 1403, elle est couronnée à Pampelune. Après cela, elle est très impliquée dans la politique locale, le roi lui confiant même la régence pendant ses différents déplacements à la cour de France. Elle favorise également la bonne entente entre le royaume de Navarre et celui de Castille, à tel point que des membres de la noblesse castillane, y compris le duc de Benavente et des membres des puissantes familles d'Avalos, Mendoza et Zuñiga viennent s'y installer.
Leur fille aînée, Jeanne, joue également les régentes pendant les absences de ses parents. Elle meurt en 1413, sans descendance et la succession échoit donc à leur deuxième fille, Blanche, future reine de Navarre.
Elle meurt, selon les sources, le 27 février 1415 à Olite ou le 5 mars 1416 à Pampelune. Elle fut enterrée en la cathédrale de Pampelune, rejointe une dizaine d'années plus tard par son mari Charles III.

## Mariage et descendance
Elle épouse à Soria l'infant Charles, futur roi Charles III de Navarre, le 27 mai 1375. Des huit enfants nés de ce mariage, seuls deux ont survécu à leur père :
- Jeanne (1382 † juillet 1413), héritière du trône de Navarre, mariée avec Jean Ier, comte de Foix, sans descendance (Gaston IV de Foix, fils du comte Jean et de sa deuxième femme Jeanne d'Albret, épouse Eléonore d'Aragon ci-après) ;
- Blanche Ire, reine de Navarre, est la femme de Jean II d'Aragon et la mère d'Eléonore d'Aragon qui marie Gaston IV de Foix, d'où la suite des rois de Navarre, dont Henri IV ;
- Marie (1388 † Pampelune, 6 janvier 1406) ;
- Marguerite (1390 † 1403/25) ;
- Béatrice (1392 † 1415), mariée avec Jacques II de Bourbon ;
- Isabelle (1395 † après le 31 août 1435), mariée avec Jean IV d'Armagnac : Henri IV en descend ;
- Charles (Pampelune, 30 juin 1397 - Estella, 12 août 1402), prince héritier ;
- Louis (Olite, (1399 † 1400) ;
- Marguerite (1402 † 1406).